# Umm al-Faradż
Umm al-Faradż (arab. أم الفرج) – nieistniejąca już arabska wieś, która była położona w dystrykcie Akki w Mandacie Palestyny. Wieś została wyludniona i zniszczona podczas I wojny izraelsko-arabskiej, po ataku żydowskiej organizacji paramilitarnej Hagana w dniu 21 maja 1948 roku.

## Położenie
Umm al-Faradż leżała w północnej części równiny przybrzeżnej Izraela, w odległości 9 km na północny wschód od miasta Akka. Według danych z 1945 do wsi należały ziemie o powierzchni 825 ha. We wsi mieszkało wówczas 800 osób.
| Własność gruntów | Powierzchnia gruntów [ha] |
| ---------------- | ------------------------- |
| Arabowie         | 821                       |
| Żydzi            | 0                         |
| publiczne        | 4                         |
| Razem            | 825                       |

| Rodzaj użytkowanych gruntów | Arabowie (hektary) |
| --------------------------- | ------------------ |
| uprawy cytrusów             | 745                |
| uprawy nawadniane           | 42                 |
| uprawy zbóż                 | 18                 |
| nieużytki                   | 5                  |
| zabudowane                  | 15                 |

## Historia
Data powstania wioski Umm al-Faradż nie jest znana. Na pewno istniała w okresie wypraw krzyżowych, bowiem krzyżowcy nazywali ją Le Fierge. Pod koniec XIX wieku Umm al-Faradż jest opisana jako niewielka wieś z domami wzniesionymi z kamienia i gliny. Populacja liczyła 200 mieszkańców, którzy utrzymywali się z upraw oliwek i innych drzew owocowych. W wyniku I wojny światowej w 1918 roku cała Palestyna przeszła pod panowanie Brytyjczyków, którzy utworzyli Mandat Palestyny. W owym czasie Umm al-Faradż była już dużą wsią.

Przyjęta 29 listopada 1947 roku Rezolucja Zgromadzenia Ogólnego ONZ nr 181 przyznała te tereny państwu arabskiemu. Podczas wojny domowej w Mandacie Palestyny w 1948 roku w okolicy operowały siły Arabskiej Armii Wyzwoleńczej, które paraliżowały żydowską komunikację w całej Galilei. Podczas I wojny izraelsko-arabskiej Izraelczycy w nocy z 20 na 21 lipca zajęli wieś Umm al-Faradż. Atak przeprowadzili żołnierze z Brygady Karmeli. Wszystkich mieszkańców wysiedlono, a następnie wyburzono ich domy. Arabowie z Umm al-Faradż usiłowali utrzymać się w zrujnowanej wiosce i wielokrotnie do nich powracali. Z tego powodu dochodziło do starć z żydowskimi osadnikami (w lutym, wrześniu i listopadzie 1949 roku). Gdy doszło do oddania pierwszego strzału i ranienia jednej osoby, policja ze względów bezpieczeństwa zamknęła ten obszar na 3 tygodnie. Później konflikt ten znalazł rozwiązanie w kilku sądach, które orzekły, że ziemia należy do osiedla żydowskiego. Ostatnią grupę Arabów wysiedlonoz wsi  w dniu 14 września 1953 roku.

## Miejsce obecnie
Na terenie wioski Umm al-Faradż powstał w 1949 roku moszaw Ben Ammi. Palestyński historyk, Walid Chalidi, tak opisał pozostałości wioski Umm al-Faradż: „Pozostaje tylko kamienny meczet. Jest zamknięty i stoi w stanie ruiny pośrodku dzikich wysokich traw”.